# Тейлор, Тайрод
Тайрод Тейлор (англ. Tyrod Taylor) (род. 3 августа 1989) — американский футболист, выступающий за команду НФЛ «Баффало Биллс» на позиции квотербека. Бывший член футбольной команды Политехнического университета Виргинии. Был выбран командой «Балтимор Рэйвенс» в шестом раунде драфта 2011 года.